# Ivan Pacák
Ivan Pacák (ur. 28 maja 1962) – słowacki narciarz alpejski reprezentujący Czechosłowację. Nie startował na igrzyskach olimpijskich. Jego jedynym wynikiem na mistrzostwach świata było 13. miejsce w kombinacji na mistrzostwach w Schladming. Najlepsze wyniki w Pucharze Świata osiągnął w sezonie 1981/1982, kiedy to zajął 56. miejsce w klasyfikacji generalnej.

## Sukcesy

### Puchar Świata

#### Miejsca w klasyfikacji generalnej
- 1980/1981 – 90.
- 1981/1982 – 56.

#### Miejsca na podium
1. Wengen – 24 stycznia 1982 (kombinacja) – 2. miejsce